# Estudi General de Medicina i Arts
L'Estudi General de Medicina i Arts de Barcelona (Studi General de Medicina y Arts) és el centre d'educació superior de la ciutat de Barcelona en actiu entre 1402 i 1450.
L'Estudi General de Medicina i Arts de Barcelona és el centre d'educació superior de Barcelona que estigué en actiu entre 1402 i 1450. És un dels antecedents de la Universitat de Barcelona.
Es constitueix l'any 1402, quan el rei Martí l'Humà, per reforçar l'Estudi general de Medicina (o facultat de Medicina) davant l'opinió desfavorable dels consellers de la ciutat de Barcelona, la dota amb una Facultat d'Arts, equivalent a batxiller.
Estava situada a les torres del Portal de la Boqueria. L'Estudi General de Medicina i d'Arts, com el de Montpeller és una “universitat de mestres” amb capacitat d'atorgar graus, escollir canceller i degà i estava facultada per atorgar graus de batxiller, llicenciat i doctor. Estava molt controlada pel municipi que forçava els professors a jurar submissió als consellers. Entre 1402 i 1419 es reglamenta la normativa d'exàmens i l'organització de l'estudi.
L'any 1450 es transforma en l'Estudi General de Barcelona quan els consellers barcelonins decideixen que seria molt convenient per Barcelona tenir un Estudi General. Un dels objectius és revitalitzar econòmicament la ciutat.